# She Bop
She Bop è un singolo della cantante statunitense Cyndi Lauper, pubblicato nel 1984.

## Descrizione
Si tratta del terzo singolo estratto dall'album She's So Unusual. Il brano è stato scritto da Cyndi Lauper, Stephen Broughton Lunt, Gray Corbett e Rick Chertoff e prodotto da quest'ultimo. È stato registrato presso il Record Plant di New York. La canzone ha raggiunto la posizione #3 della classifica Billboard Hot 100. Il testo fu alla base di notevoli polemiche poiché tratta il tema della masturbazione femminile. In seguito al suo contenuto esplicitamente sessuale la traccia venne anche inserita nella lista dei "Filthy Fifteen", cosa che ebbe come conseguenza l'applicazione del bollino Parental Advisory nell'edizione statunitense.

## Tracce
7"
1. She Bop – 3:38
2. Witness – 3:38

## Classifiche

### Classifiche settimanali
| Classifica (1984)             | Posizione massima |
| ----------------------------- | ----------------- |
| Australia                     | 6                 |
| Austria                       | 5                 |
| Belgio (Fiandre)              | 31                |
| Canada                        | 3                 |
| Finlandia                     | 22                |
| Francia                       | 34                |
| Germania                      | 19                |
| Nuova Zelanda                 | 6                 |
| Paesi Bassi                   | 41                |
| Regno Unito                   | 46                |
| Stati Uniti                   | 3                 |
| Stati Uniti (dance club)      | 10                |
| Stati Uniti (mainstream rock) | 27                |
| Sudafrica                     | 6                 |
| Svizzera                      | 10                |

### Classifiche di fine anno
| Classifica (1984) | Posizione |
| ----------------- | --------- |
| Austria           | 27        |
| Canada            | 25        |
| Stati Uniti       | 34        |

## Cover
Tra le cover eseguite del brano vi sono quella del gruppo greco Matisse (2007, album Toys Up) e quella dell'artista statunitense Unwoman (2011, album Volume 1).

## Premi e nomination
- BMI Awards for Pop Award 1985
- Nomination MTV Video Music Awards 1985 "Best Female Video"